# Lewis Hastings Sarett
Lewis Hastings Sarett (Champaign, 22 de dezembro de 1917 — Condado de Latah, 29 de novembro de 1999) foi um químico orgânico estadunidense. Sintetizou a cortisona.

## Biografia
Ele nasceu em Champaign, Illinois. Seu pai era Lew Sarett, um renomado poeta e professor judeu e tio do ex-secretário de Defesa Donald Rumsfeld. Ele morou em Laona, Wisconsin por um tempo e depois cursou o ensino médio em Highland Park (Illinois). Ele recebeu um bacharelado em ciências pela Northwestern University em 1939 e seu doutorado pela Universidade de Princeton.
Ele trabalhou para a Merck & Co. por 38 anos, aposentando-se em 1982. Ele inventou um Processo de Tratamento de Compostos da Gravidez com Cortisona, Patente Número 2 462 133.
Em sua homenagem está a Oxidação Sarett, que é a oxidação de um álcool a uma cetona ou aldeído usando óxido crômico e piridina. Os álcoois primários serão oxidados a aldeídos e não a ácidos carboxílicos.